# Monts de Bohême-Moravie
Pour les articles homonymes, voir Bohême-Moravie.
Les monts de Bohême-Moravie (en tchèque : Českomoravská vrchovina ou Vysočina) forment une chaîne de montagnes qui s'étend sur plus de 150 km en direction du nord-est à travers la Tchéquie et qui forme la limite géomorphologique entre la Bohême et la Moravie.
Ces monts apparaissent comme une longue chaîne de collines dont l’altitude varie entre 500 et 800 m et dont les vallées sont assez encaissées. Les sommets, eux-mêmes vallonnés, sont parsemés de hutors ainsi que de gîtes ruraux et de chalets. Ce massif offre de beaux panoramas, notamment sur les vallées et les châteaux forts, ainsi que de multiples possibilités d'activités sportives.

## Géographie

### Situation, topographie

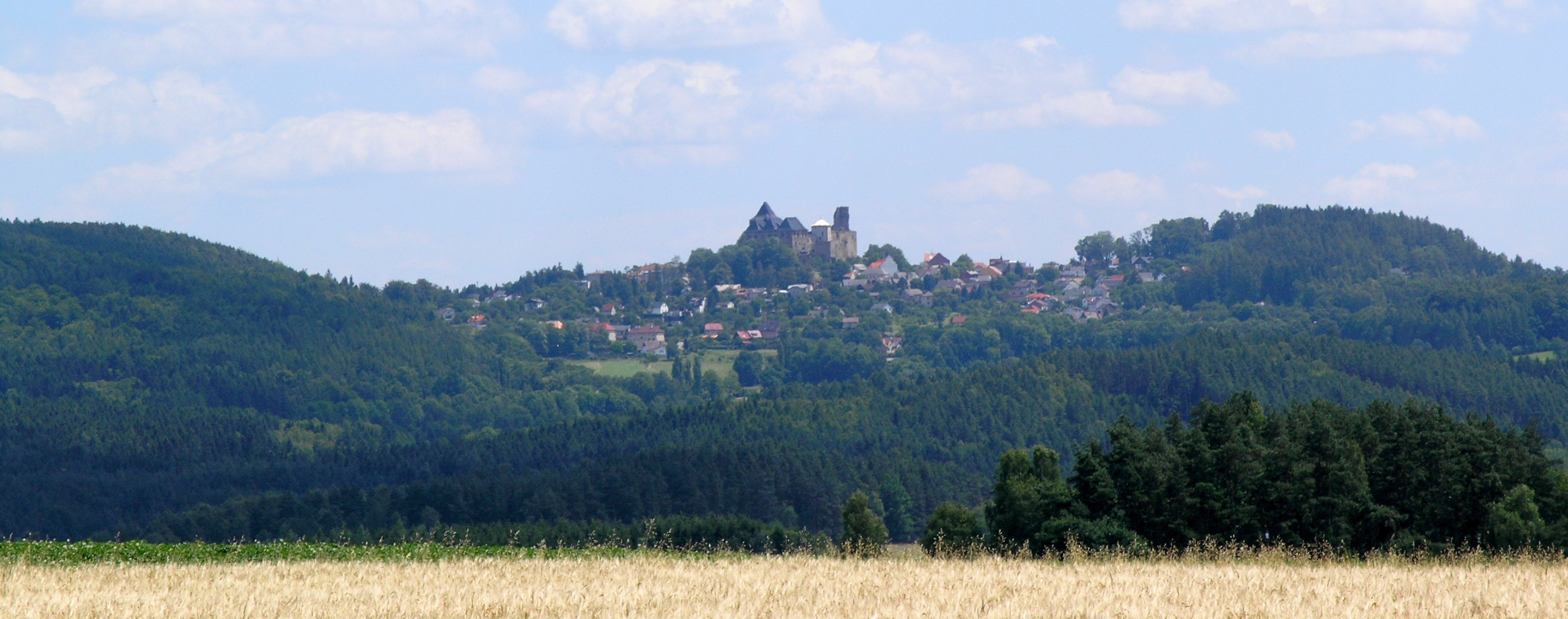
Lipnice nad Sázavou

Les monts de Bohême-Moravie prennent naissance au nord du Waldviertel, et plus précisément à l'est de Tábor, à peu près sur une ligne reliant Jindřichův Hradec à Slavonice, à la frontière avec la Basse-Autriche. De là ils s'étendent vers le nord-est en direction de Jihlava et bifurquent pratiquement vers l'est, les monts de Saar formant l'extrémité nord-est. Les monts de Bohême-Moravie s'éloignent d'abord de la frontière polonaise, aux environs de Česká Třebová et de Moravská Třebová au sud des monts d'Orlické et de Glatz. Au-delà de la vallée de la Morava, le relief culmine de nouveau à environ 600 m avec les monts de la Biala et de Hrubý Jeseník, avant de rejoindre la chaîne des monts de l'Oder plus à l'est.
Les monts de Bohême-Moravie s'étirent sur plus de 150 km et prennent l'aspect d'une succession de collines, bien qu'en réalité leur altitude atteigne 840 m. Une grande partie de la région est formée de plateaux entaillés, ici et là, de vallées isolées et profondes. Ces vallées sont relativement peuplées, et les coteaux sont boisés à environ 50 %.

### Géologie
Les monts ont conservé le faciès érodé des monts de Bohême (Česká Vysočina) au Paléozoïque et au Trias mésozoïque. Ils appartiennent comme la forêt de Bohême aux plus anciennes chaînes du massif de Bohême, dont les roches cristallines (où dominent le granite et le gneiss) se retrouvent jusqu'à plusieurs kilomètres de profondeur, y compris en Autriche et en Bavière. Le coteau ouest de ce socle cristallin se partage entre le nord-est de la Bavière (« socle saxo-thuringien ») et la Bohême.
Un processus d’érosion de plusieurs centaines de millions d'années a arasé les cimes hercyniennes initialement hautes de plusieurs milliers de mètres à seulement 800 m. Plus au sud, la surrection du Tertiaire l'engloutit profondément sous le massif des Alpes. Par ailleurs les monts de Bohême-Moravie présentent aussi des vestiges de l'orogenèse calédonienne vieux de plus de 800 millions d'années et des sédiments plus récents près de Boskovice ou entre Gmünd et Budweis.
Les monts de Bohême-Moravie se sont formés durant la surrection chaîne hercynienne (ou varisque) sur une période géologique d'orogénèse s'étalant du Dévonien (-400 millions d'années) au Permien (-245 millions d'années). Cette cordillère, alors aussi vaste et haute que l'actuelle chaîne Alpino-himalayenne, allait des Appalaches (encore voisines à l'époque) au nord-ouest de l'Espagne, couvrait la Bretagne, le Massif central, le massif ardennais, les Mittelgebirge (Vosges, Forêt-Noire, Harz) et les monts Macin.
Les monts de Bohême-Moravie ont subi, sur leur flanc sud, l'orogenèse alpine en raison de la remontée de la plaque africaine vers l'Europe et la poussée de l'Italie au cœur du continent européen. Ils sont essentiellement constitués de roches cristallines, notamment du granite et du gneiss. Un vestige de cette orogenèse est l'enfouissement de la couche du Carbonifère : c'est le « socle moldanubien », mot-valise formé à partir de Moldau, nom allemand de la « Vltava », et de « Danube » (voir Mühlviertel et Waldviertel) supportant la couche du Moravicum, affectée d'un ample mouvement de subduction qui a provoqué en partie la fusion de ses roches cristallines, et rejeté du magma sous forme d'amoncellements de plutons de granite et de ferrite.

### Géographie humaine
La chaîne comporte plusieurs régions. Les monts de Jihlava sont les plus élevés (avec le Javořice, alt. 837 m), mais les monts de Saar sont plus connus, notamment en raison du tourisme. Le débouché des vallées est souvent dominé par des châteaux forts dont la construction, particulièrement aux environs de la ville de Tábor, remonte à l'époque des Guerres hussites.
En lisière de la chaîne, quelques villes sont très prisées sur le plan touristique et culturel pour leur caractère médiéval : parmi les plus pittoresques, se trouvent Litomyšl et Telč.
Le Kraj Vysočina (dont Jihlava est le chef-lieu) tire son nom de cette chaîne.

## Histoire
Les monts de Bohême-Moravie sont habités par des humains depuis le Paléolithique : la Vénus de Dolní Věstonice découverte en 1925 est la plus ancienne pièce de céramique connue à ce jour. Vers 5 400 à 4 700 ans avant notre ère apparaît la culture rubanée, transitionnelle vers le Néolithique. Elle est suivie par la culture de la céramique décorée au poinçon, remplacée par de nombreuses sociétés à l'âge du cuivre (Énéolithique, ~4 400 à 2 200 avant notre ère). Après la culture de la céramique cordée (env. 3 000 à 2 200 ans avant notre ère), des populations issues de la culture Yamna (au nord de la mer Noire) introduisent dans les monts de Bohême-Moravie la culture campaniforme (de 2 900 ans avant notre ère à 1 900 ans avant notre ère).
Les monts de Bohême-Moravie se trouvent au centre de la région d'origine des Celtes parmi lesquels les Boïens ont laissé leur nom à la Bohême, puis ont été peuplés par des peuples germaniques parmi lesquels les Marcomans et les Quades, et enfin par des peuples slaves parmi lesquels les Moraves ont laissé leur nom à la Moravie.
La superficie non-boisée des monts de Bohême-Moravie est occupée par d'immenses champs de maïs ou d'autres céréales dont la taille remonte à la collectivisation de l'époque de la Tchécoslovaquie communiste, entre 1945 et 1989.